# سفارة كندا في روسيا
سفارة كندا في روسيا هي أرفع تمثيل دبلوماسي لدولة كندا لدى روسيا. تقع السفارة في موسكو وهي تهدف لتعزيز المصالح الكندية في روسيا.

## وصلات خارجية
- الموقع الرسمي
- قائمة سفارات كندا
- قائمة السفارات في روسيا